# Fitting (Film)
Fitting steht im Feld der Filmindustrie und des modernen Schauspielwesens für Anprobe, Kostümprobe und Anpassung der Requisiten, insbesondere der Garderobe, sowie der vorgeschlagenen Kleidung an die Rolle bzw. an Schauspieler und Komparsen. Im Vorfeld dienen Moodboards der Orientierung.